# Concha Liaño Gil
Pour les articles homonymes, voir Gil.
Conception Liaño Gil, plus connue sous le nom de Concha Liaño, née le 24 novembre 1916 à Épinay-sur-Seine et morte le 19 avril 2014 à Caracas, est une anarchiste ayant participé à la Révolution sociale espagnole de 1936, connue pour avoir été la fondatrice du mouvement Mujeres Libres.

## Biographie
Conception Liaño Gil passe son enfance à Barcelone et à 15 ans, s'inscrit aux Jeunesses libertaires. En 1935, elle fonde avec d'autres libertaires le Groupement culturel féminin et le Groupement culturel féminin. À Madrid, il existe déjà la revue Mujeres Libres, et cette coïncidence rend possible la fusion des deux initiatives dans la Fédération nationale des femmes libres. Concha Liaño et Soledad Estorach Esterri sont responsables de l'extension de ce mouvement féministe en Catalogne. Malgré sa vocation d'être « le pendant féminin de la CNT », selon Concha Liaño le syndicat anarchiste aussi bien que les Jeunesses libertaires expriment des réticences vis-à-vis de ce mouvement de femmes, qu'ils traitent avec condescendance.

### Guerre d'Espagne et Résistance
Après le déclenchement de la Guerre d'Espagne, elle fait partie du comité révolutionnaire du quartier barcelonais de Sant Martí de Provençals et des Jeunesses libertaires de l'hopital de San Pedro. En 1937, elle est rédactrice du journal Mujeres Libres.
Après la défaite de la République espagnole en 1939, Concha Liaño s'exile en France, où elle réussit à fuir un des camps de concentration dans lesquels les autorités françaises enfermaient les réfugiés espagnols, pour gagner Paris puis Bordeaux. Elle participe comme tant d'autres républicains espagnols à la Résistance, mais la difficulté d'assumer la défaite de la République et de la Révolution espagnole, accrue par le maintien du régime de Franco après la Seconde Guerre mondiale, est pour elle la cause d'une crise personnelle qui inclut une tentative de suicide.

### Au Venezuela
Sur la suggestion de ses collègues, elle émigre en 1948 au Venezuela avec sa fille unique âgée de cinq ans. Elle travaille comme employée de quelques lignes aériennes à Maracaibo puis à Caracas, où elle réside dans un modeste appartement du centre urbain.
En 1996, elle est une des protagonistes du documentaire de J. Gamero, Paco Ríos et Mariona Roca Vivir la utopía. Cette même année le cinéaste Vicente Aranda s'inspire de Concha Liaño et des Mujeres Libres pour la réalisation de son film Libertarias, dans lequel un des personnages porte le nom de Concha Liaño. Elle-même s'est pourtant montré très critique envers le film.
Liaño se montre partisane du président vénézuélien Hugo Chávez arrivant à dire qu'il « était un envoyé de Dieu ».